# Pedagogisk dokumentation
Pedagogisk dokumentation har introducerats i Sverige i början av 1990-talet av svenska Reggio Emilia institutet  och används inom förskolan som ett arbetsverktyg för att följa upp, utvärdera och utveckla verksamheten. Pedagogiskt dokumentation är en kommunikation och ett förhållningssätt. 
Pedagogisk dokumentation är knuten till ett kollaborativt arbetssätt. Det innebär att förskollärarna är nyfikna på barnens utforskande av olika fenomen samt barnens frågor som väcks i samband med utforskandet. Det som händer mellan barn, vuxna och den pedagogiska miljön i verksamheten dokumenteras med hjälp av film, kamera eller papper och penna. Analysen av dokumentationen synliggör hur verksamheten kan utvecklas vidare. Barnen, bilderna, personalen och observationerna producerar tillsammans kunskap om barns utveckling, lärande och lek. Pedagogisk dokumentation skapar förbindelser mellan ”det som har hänt, nuet och det som är på väg att hända – den sätter saker i rörelse mot framtiden samtidigt som den innebär reflektion över det som varit.”   Reflektion är ett viktigt begrepp inom pedagogisk dokumentation och handlar om pågående föränderliga tankeprocesser. I reflektionerna kring dokumentationerna synliggörs barns lärande. Gemensamma reflektioner med barn och vuxna väcker både nyfikenhet och lust att lära tillsammans. Reflektionen ger stöd för nya möjligheter i det egna och det gemensamma tänkandet.
Syftet med pedagogisk dokumentation är att synliggöra barns tankar, känslor och lärande.  Det handlar dels om att synliggöra barns lärande i förhållande till de andra barnen, dels om att göra barns röster hörda för vuxna, för att rikta uppmärksamheten på barnets roll i samhället. Barnet är en delaktig medskapare av sin egen och andras kunskap om världen. 
Pedagogisk dokumentation följer barns lärprocesser. Den fördjupar och stimulerar barns utforskande lärande genom ett projekterande arbetssätt. Pedagogisk dokumentation används tillsammans med barnen och gör de delaktiga i att läsa, förstå och kristiskt granska aktiviteterna som iscensätts tillsammans med dem. Att arbeta med pedagogisk dokumentation leder till en ständig självkritisk granskning av pedagogens eget förhållningssätt för att förstå barnens tankesätt, lärande och agerande.  

## Digital dokumentation
I förskolans läroplan har fokus ökat kring barns utveckling och lärande och det ställer högre krav på personalen att dokumentera barns processer. I läroplanen finns ett avsnitt som handlar om dokumentation, uppföljning och utvärdering och där finns riktlinjer för personalen kring dokumentation .
Pedagogisk dokumentation är ett verktyg för att kontinuerligt utveckla verksamheten och stödja barnens lärprocesser. Pedagogisk dokumentation tar sin början genom observationer för att bland annat se vad barnen intresserar sig för. Observationerna kan i sin tur dokumenteras och där kan man använda sig av olika tillvägagångssätt som exempelvis fotografering, filminspelning och/eller ljudupptagningar . Men för att man ska kunna använda de olika sätten behöver man digitala verktyg vilket har fått en stor plats inom förskolans verksamhet . Anledningar till att förskolan använder sig mer av digitala verktyg handlar om att det har blivit billigare att köpa in och även att de är kraftfulla då man kan spara stora mängder med information .
Bilderna och filmklippen analyseras och det ökar möjligheten till att upptäcka något man missade under observationen. Det kan bidra till att man ser eller hör det barnen intresserar sig för och gör att man kan ta tillvara upptäckterna för att forska vidare med barnen. Man kan även använda digitala verktyg för att dokumentera sig själv för att sedan granska sitt förhållningssätt och bemötande i barngruppen. Det kan resultera i att man utvecklar sig själv som pedagog i verksamheten och skapar även större möjligheter för barnen att lära och utvecklas .

### Dokumentation genom lärplatta
I förskolan är lärplattan en del av de digitala verktygen och har flera möjligheter till att skapa dokumentation. Man kan använda de olika tillvägagångssätten som nämndes innan, fotografera, filma och ljudinspelning, men man kan även dokumentera när barnen använder lärplattan. Barnen skapar olika sorters alster när de sitter med lärplattan och utforskar den vilket gör att man sedan kan spara ner det barnen skapat. Det finns applikationer som har funktionen att spara ner de barnen skapat och de applikationer som inte har den möjligheten kan man ta en skärmdump för att sedan använda det till dokumentation . Använder man sedan dokumentationen i ett senare tillfälle och låter barnen återberätta vad de gjort och tänkt bidrar det till upprepning vilket ger utrymme för reflektion kring sitt lärande . 
Det digitala är praktiskt att använda som dokumentationsverktyg och en fördel med det är att barnen kan använda verktygen och dokumentera själva. När det är personalen som dokumenterar utgår de från sitt perspektiv, låtar man barnen hålla i verktyget för att dokumentera är det barnets egna perspektiv som synliggörs. Det kan leda till att det skapas större möjlighet för personalen att se utifrån barnens ögon då personalen får chansen att iaktta vad och hur barnen väljer att utforma sin dokumentation. Förskolan främsta mål med dokumentationen är att utforma verksamheten för att barnen ska få största möjlighet till att utvecklas .